# Vicente Gómez Fernández
Vicente Gómez Fernández (Santurce, Bilbao, 9 de septiembre de 1971) es un entrenador de fútbol español formado en la cantera de Lezama (Athletic Club), que actualmente está de asistente en la selección de Ucrania

## Trayectoria
Sus comienzos como entrenador fueron en las categorías inferiores del Athletic Club en la que fue entrenador del fútbol base desde 2000 a 2006. durante la temporada 2006-2007 fue entrenador ayudante de Javier Clemente en el Athletic.
Desde la temporada 2012 a 2014 fue entrenador del Club Deportivo Basconia, fecha en la que abandonó el club bilbaíno en el que tuvo una amplia carrera en Lezama, al estar durante 14 años en la factoría rojiblanca con episodios en casi todos los equipos desde cadetes.
En verano de 2014 firmó por el FC Dinamo de Kiev para hacerse cargo de las categorías inferiores, de los equipos Sub-19 y Sub-21 en el que estuvo durante dos temporadas. durante la temporada 2016-17 ascendió al primer equipo Dinamo para ser ayudante de Serhiy Rebrov . 
En la temporada 2017-18 siendo segundo ayudante de Rebrov, pero en Arabia Saudí, en las filas del Al-Ahli Saudi Football Club. En 2018 sería segundo entrenador del técnico italiano Massimo Carrera en las filas del FC Spartak de Moscú. Tras la destitución del técnico italiano, seguiría formando parte del cuerpo técnico del entrenador español Raúl Riancho.
En junio de 2019 regresó al FC Dinamo de Kiev para ser segundo entrenador de Aleksandr Khatskevich. En septiembre de 2019, se convierte en entrenador del FC Olimpik Donetsk de la Liga Premier de Ucrania, en el que sustituye al brasileño Júlio César Santos Correa.
El 13 de marzo de 2020, abandona el conjunto ucraniano.
En 2023 fue segundo entrenador de Rebrov en Al-Ain.
En 2024 es segundo entrenador de la selección ucraniana

## Clubes como entrenador
| Club                            | País           | Año       |
| ------------------------------- | -------------- | --------- |
| Athletic Club (asistente)       | España         | 2006-2007 |
| Club Deportivo Basconia         | España         | 2012-2014 |
| FC Dynamo-2 Kiev                | Ucrania        | 2014-2016 |
| FC Dinamo de Kiev (asistente)   | Ucrania        | 2016-2017 |
| Al-Ahli (asistente)             | Arabia Saudita | 2017-2018 |
| FC Spartak de Moscú (asistente) | Rusia          | 2018      |
| FC Dinamo de Kiev (asistente)   | Ucrania        | 2019      |
| FC Olimpik Donetsk              | Ucrania        | 2019-2020 |
| Selección ucraniana             | Ucrania        | Retiro    |